# Oratoire domestique
Un oratoire domestique est un lieu de prière situé au domicile du croyant, en usage dans de nombreuses religions.

## Christianisme orthodoxe
Les lieux de culte de l'Église des premiers siècles étaient au domicile des croyants. Cette pratique a perduré notamment dans l'Église orthodoxe.
L'organisation de l'église domestique (appelée « petite Église » par saint Jean  Chrysostome  ), est liée au rite  du mariage orthodoxe. 
Les oratoires domestiques servent tout autant aux dévotions quotidiennes des membres de la famille, que pour des cérémonies religieuses spéciales à certaines occasions.  
Dans une grande propriété il n'est pas rare de trouver de véritables chapelles privées.. Dans une demeure plus petite il y a au moins une châsse à icônes ou « le beau coin » (Krasny ugol en russe) analogue au crucifix que l'on trouvait autrefois chez tous les catholiques. 
Lors d'un mariage orthodoxe, la cérémonie du couronnement et la remise d'une icône constituent l'acte fondateur d'une église domestique. 
Si possible un prêtre se rend une fois par an au domicile du croyant pour effectuer une bénédiction. Par la même occasion il s'assure que l'oratoire est constitué selon les règles canoniques. En dehors de cela, l'église domestique jouit d'une plus grande liberté organisationnelle que les églises paroissiales qui doivent, elles, respecter des règles strictes. 

### Grèce
En Grèce, on peut voir que de nombreux propriétaires ont construit des chapelles privées sur leur terrain.  

### Serbie
Chaque  famille serbe  célèbre  une fois par an sa fête patronale (appelée « Slava »). C'est le jour du saint qui patronne l'église domestique auquel est dédié un culte spécial, qui en l'absence du prêtre, est présidé par le chef de famille. Cette tradition a été  reconnue par l'UNESCO en tant que Patrimoine Immatériel de l'humanité 

### Russie
En Russie, la famille se réunit devant une petite iconostase domestique constituée  d'une ou plusieurs icônes devant laquelle brûle une veilleuse. Avant 1917, certains membres de l'aristocratie entretenaient de véritables églises complètement aménagées sur leurs propriétés,.

### Diaspora orthodoxe
Dans les pays ou les orthodoxes sont en minorités dispersées, le concept d'« église domestique » est amené à jouer un rôle important. Elle sert non seulement à une famille mais peut être le lieu de rassemblement de plusieurs familles. Ce qui constitue un germe pour de nouvelle paroisses de la diaspora. En France il y a eu des appartements entiers transformés en lieux de culte orthodoxes.

## Autres confessions chrétiennes
Le catholicisme connaît également l'usage d'oratoires domestiques et chapelles, dont l'usage est strictement réglementé par le droit canon.
Le protestantisme encourage le culte familial. À l'époque des persécutions c'était souvent le seul lieu de culte, en l'absence d'un temple

## Islam
La pratique de la prière quotidienne est un des piliers de l'islam. Elle est souvent pratiquée à domicile en utilisant un tapis de prière, bien que les imams recommandent aux hommes de pratiquer la prière à la mosquée.  Autrefois certains oratoires domestiques étaient de véritables mosquées  ( Palais de l'Aljaferia#La mosquée ou pièce oratoire)

## Judaïsme
Depuis la destruction du Temple vers l'an 70, le domicile familial a souvent été le seul lieu de culte des juifs. Il n'y a pas de chapelle domestique spéciale : le rite du chabbat ou de Pessah se pratique autour de la table familiale. Les rabbins recommandent à leurs fidèles de fréquenter la synagogue.

## Bouddhisme
Les statues du Bouddha sont assez répandues dans certains courants du Bouddhisme. Le lieu où le bouddhiste pratique la méditation peut  être comparé à un oratoire.

## Hindouisme
Des offrandes sont présentées devant des statues de divinités

## Littérature
- Jean Baur: La Colonie russe à Munich 1900-1945: français-russe Relations dans 20. Siècle.  Volume 65 de Publications de l'Europe de l'Est, de l'Institut de Munich: Série Histoire, l'Europe de l'Est Institut, Munich, Otto Adamant Verlag, 1998,  (ISBN 3-447-0402-38).
- Cyril Deicha (Éd): Icônes et des Sermons. Éditeur: text.check.suter: Triesen 2016.  (ISBN 978-3-9524397-1-5). voir l'homélie du RP Mile: l'église domestique (en allemand). P. 37